# Bolitoglossa silverstonei
Espèce
Statut de conservation UICN

 DD  : Données insuffisantes
Bolitoglossa silverstonei est une espèce d'urodèles de la famille des Plethodontidae.

## Répartition
Cette espèce est endémique du Nord-Ouest de la Colombie. Elle se rencontre dans les départements de Chocó et de Valle del Cauca et dans un seul site dans le département de Córdoba entre 20 et 400 m d'altitude sur les versants Ouest et Nord de la cordillère Occidentale.

## Description
Le mâle holotype mesure 105,0 mm de longueur totale dont 49,3 mm de longueur standard et  55,7 mm de queue. Son dos est noir violacé et présente des marbrures rougeâtres. Son ventre varie du crème au blanc sale et est tacheté de noir.

## Étymologie
Cette espèce est nommée en l'honneur de Philip Arthur Silverstone.

## Publication originale
- Brame & Wake, 1972 : New species of salamanders (genus Bolitoglossa) from Colombia, Ecuador, and Panama. Contributions in Science. Natural History Museum of Los Angeles County, no 219, p. 1-34 (texte intégral).